# 일정 성분비 법칙

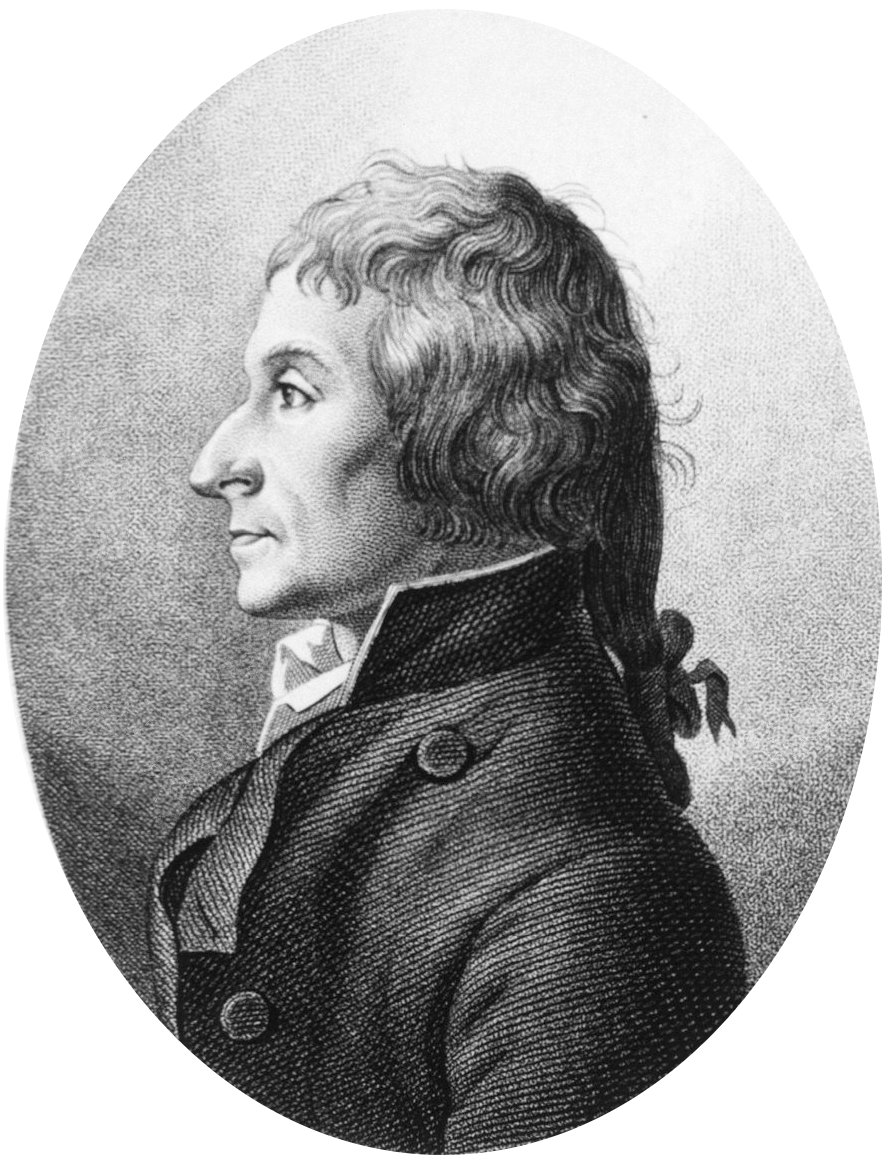

일정 성분비 법칙(一定 成分比法則) 또는 정비례의 법칙(定比例法則)은 한 화합물을 구성하는 각 성분 원소들의 질량 비가 일정하다는 법칙을 말한다. 1799년 프랑스의 화학자이자 약학자인 조제프 루이 프루스트가 발견하였다. 배수 비례의 법칙과 함께 화학양론의 근간이 된다.

## 역사
프랑스의 화학자 조제프 프루스트가 1799년에 처음 제안하였으나 조지프 프리스틀리와 앙투안 라부아지에가 이미 이와 유사한 발견을 한 바가 있다. 이 법칙은 모든 화학량적 화합물에 적용되기 때문에 너무나도 당연하게 보일 수 있으나, 처음 제안되었을 당시에는 여러 가지 반론이 있었다. 특히 클로드 루이 베르톨레는 원소들이 어떠한 비율로든지 결합할 수 있다고 주장했다.
일정 성분비 법칙은 물질을 구성하는 것이 셀 수 있으며 원소마다 각각 다른 종류를 가지는 어떤 단위체임을 암시하고 있고, 존 돌턴은 이를 포착하여 원자론의 이론적인 기반으로 채택했다. 이와 유사하게 영국의 화학자인 윌리엄 프라우트는 수소 원자가 원자의 근본적인 단위라고 주장했다. 이 가정으로부터 원자 질량은 수소 질량의 정수배라는 법칙인 정수율이 얻어졌다. 그러나 이는 1820년과 1830년에 원자 질량에 대한 정제된 측정 방식이 개발되면서 거부되었다. 특히 옌스 야코브 베르셀리우스에 의해 염소의 원자량이 35.45라고 밝혀졌기 때문에 수소가 모든 물질의 기본 단위라는 주장은 더 이상 받아들여지지 않았다. 이러한 차이는 1920년대 이후 동위원소의 발견으로 인해 설명되었다.

## 예외
일정 성분비 법칙은 항상 성립하지는 않으며, 이러한 화합물을 비화학량론적 화합물이라 한다. 하나의 예시는 산화철의 일종인 뷔스타이트이다. 이 화합물은 0.83에서 0.95개의 철 원자마다 하나의 산소 원자를 가진다. 그래서 실험을 해보면 23%에서 25%의 산소 질량비가 나타난다. 이상적인 식은 FeO이지만, 결정내의 빈 공간 때문에 Fe0.95O로 줄어들게 되는 것이다. 프루스트는 이런 작은 변화를 감지할 정도로 민감하지는 못했다.
게다가 원소들의 동위원소 구성은 생성물의 종류에 따라 달라지고, 화학량적 화합물의 질량에 대한 동위원소의 퍼센티지는 바뀔 수 있다. 이러한 변화는 방사능 연대 측정에서 사용된다. 이처럼 동위원소에 따라 질량의 차이가 있지만 수소의 경우, 즉 중수소나 삼중수소를 제외하면 이 차이를 구식 기구로 감지하기란 쉬운 일이 아니다.
뿐만 아니라 DNA, 단백질, 탄수화물 등 많은 자연적 중합체들은 심지어 ‘순수할 때’도 구성에서 차이를 지닌다. 중합체들은 유일한 분자식을 가지고 있고 화학량론이 일정해도 일반적으로 ‘순수한 화학적 화합물’로 분류하는 경우는 거의 없다. 이러한 중합체들에는 마찬가지로 동위원소에 의한 차이도 여전히 존재한다.

## 예시
물(H2O)에서 수소(H)와 산소(O)의 질량 비는 항상 1:8이다. 만약 물에서 수소가 차지하는 질량이 2.5g라면, 산소 원자가 차지하는 질량은 20g이 된다..

## 같이 보기
- 배수 비례의 법칙